# Złe dobrego początki...
Złe dobrego początki... – polska telewizyjna komedia obyczajowa z 1983 roku w reżyserii Feriduna Erola.

## Fabuła
W miasteczku Laski działa orkiestra, zrzeszająca emerytowanych, dawnych miejskich prominentów. Ich czasy już minęły, a Laskami rządzą nowi ludzie i nowe układy. Kiedy jednego z członków zespołu dotyka jawna niesprawiedliwość ze strony obecnych władz, emeryci wypowiadają im wojnę podjazdową, stosując przy tym niekonwencjonalne metody. Ich działania przynoszą sukcesy, ale i generują nowe problemy.

## Obsada
- Barbara Rachwalska - pani Gienia
- Iwona Bielska - pani Halszka z opieki społecznej
- Maria Czubasiewicz - kelnerka Lodzia
- Augustyn Halotta - Michał Rudow, emerytowany leśniczy
- Włodzimierz Musiał - emerytowany naczelnik powiatu
- Edward Rączkowski - emerytowany kolejarz
- Andrzej Stockinger - Alfred Jodlarski
- Józef Łodyński - Pościesz, emerytowany naczelnik poczty
- Tadeusz Madeja - Konopko
- Wojciech Zagórski - Leopold, członek orkiestry
- Kazimierz Wichniarz - komendant Józef
- Ryszard Dreger - Mietek
- Jan Prochyra - Potrawa, przewodniczący rady narodowej
- Zdzisław Wardejn - reżyser
- Emanuela Nikonorow - asystentka reżysera
- Monika Sapilak - córka Lodzi
- Ewa Leśniak - żona leśniczego
- Krystyna Liskowacka - pani Joasia, kasjerka w radzie narodowej
- Józef Sawidzki
- Jerzy Szpunar
- Bogusław Sar - milicjant
- Czesław Lasota - leśniczy Pyrka
- Tadeusz Teodorczyk - dyrektor PGR-u
- Bernard Krawczyk - leśnik Zając
- Bogumił Popow
- Juliusz Grabowski - Grzelak z magazynów kolejowych
- Zdzisław Lewandowski - Karaś, przewodniczący kolegium
- Stanisław Kosmalewski
- Zbigniew Nawrocki
- Bogdan Michalak - Pudlarz
- Piotr Augustyniak

## Produkcja
Zdjęcia kręcono w Skoczowie (województwo śląskie).